# Jak-44
Jak-44 (ros. Як-44) – radziecki prototypowy samolot samolot wczesnego ostrzegania i dozoru przestrzeni powietrznej, przeznaczony do operowania z pokładu lotniskowca, którego projektowanie zakończyło się na etapie budowy pełnowymiarowej makiety.

## Historia
W latach 70. XX wieku pojawiła się w Związku Radzieckim koncepcja nadania bardziej ofensywnego charakteru Marynarce Wojennej i wyjścia okrętów na oceany. Aby skutecznie przeciwstawić się dominującej roli US Navy na oceanach z daleka od własnych baz, radzieckiej marynarce były potrzebne lotniskowce. Wśród przewidywanych do bazowania na lotniskowcach samolotów znalazła się maszyna wczesnego ostrzegania, będąca odpowiednikiem amerykańskiego samolotu Grumman E-2 Hawkeye. Do projektowania nowej maszyny przystąpiło kilka biur konstrukcyjnych, jednak kolejne wersje projektowanego lotniskowca zakładały zmniejszenie jego wyporności i rezygnację z katapult startowych. Okazało się wówczas, że projektowane samoloty Antonowa, Berijewa i Miasiszczewa, z uwag na swój ciężar, nie będą w stanie wystartować z lotniskowca. Marynarka wojenna nie zrezygnowała jednak z chęci posiadania samolotu tego typu w swoim arsenale. Wśród egzotycznych konstrukcji jakie pojawiały się w tamtym okresie był nawet Su-27K z anteną radaru umieszczoną na grzbiecie. Ostatecznie to nowo projektowany Jak-44 z silnikami turbośmigłowymi uznano za optymalny samolot, który poradzi sobie ze startem z rampy startowej dzięki wystarczającej mocy silników. Pod koniec lat 80. powstał ostateczny projekt samolotu. Po raz pierwszy publicznie Jaka-44 zaprezentowano w formie 10 cm wielkości modeli podczas wystawy lotniczej w Moskwie w 1992 roku.
Według niepotwierdzonych informacji, dokumentacja samolotu oraz jego komponentów mogła zostać odsprzedana Chinom, zainteresowanym pozyskaniem pokładowego samolotu wczesnego ostrzegania dla swojego lotniskowca Liaoning i kolejnych, planowanych jednostek tego typu. Jest to tym bardziej uzasadnione, iż współpraca pomiędzy biurem Jakowlewa a Chinami ma swoją tradycję z jednej strony, z drugiej, Jak-44 nie ma szans na produkcję w Rosji, zatem jej uruchomienie w Chinach nie stało by w sprzeczności z interesami rosyjskich producentów. Tym niemniej brak oficjalnego potwierdzenia takiego rozwoju wypadków, a wszelkie doniesienia na ten temat mają charakter wyłącznie spekulacji.

## Konstrukcja
Samolot, niemal wierna kopia amerykańskiego E-2 Hawkeye, był dwusilnikowym grzbietopłatem z usterzeniem w kształcie litery „H”. Na grzbiecie samolotu znajdowała się obrotowa antena stacji radiolokacyjnej systemu Kwant w kształcie dysku o siedmiometrowej średnicy. Na końcach skrzydeł przewidywano umieszczenie wingletów, rozpraszających wiry brzegowe. Jak-44 miał być napędzany dwoma silnikami D-27, napędzającymi śmigła przeciwbieżne SW-27 o średnicy 4,5 m. Pierwszy szereg śmigieł liczył 8, a drugi 6 łopat. Duży stopień komplikacji takiego układu konstrukcyjnego znacząco spowalniał prowadzone prace, których koszty z uwagi na nieprzewidywanie innych wariantów maszyny były ogromne. Upadek ZSRR i anulowanie programu budowy lotniskowców zakończył pracę nad samolotem. W 1992 roku wybudowano jego makietę, która doznała poważnych uszkodzeń w wyniku pożaru.